# ひびき (関ジャニ∞の曲)
『ひびき』は、関ジャニ∞の楽曲。2014年1月15日にインペリアルレコードから26枚目のシングルとして発売された。

## 概要
- 前作『ココロ空モヨウ』から約1ヶ月振りのリリース。シングル3か月連続リリースの第2弾[13]。
- CDは初回限定盤、通常盤の2形態で発売。
- 表題曲「ひびき」は、壮大なミディアムバラードとなっている[12]。
  - 同曲は、メンバーの大倉忠義が主演するTBS系木曜ドラマ劇場『Dr.DMAT』の主題歌である[12]。
  - 2020年4月24日、ジャニーズ事務所による新型コロナウイルス「COVID-19」の感染拡大防止のため医療従事者を支援するプロジェクト「Smile Up! Project」の一環として、「医療現場を支える"HERO"に心からの感謝を込めて…」と『For Heroes』と題し、同曲をリモートによって歌唱した動画が公開された[14]。
    - 上述のドラマ『Dr.DMAT』が、災害派遣医療チームの奮闘を描いたドラマであったため、主演を務めた大倉曰く「命をつなぐという意味では一緒なのかな」として選曲に至った[14]。
- その他、全形態共通のカップリングとして「Winter pop」、通常盤のカップリングとして「フローズンマルガリータ」を収録[12]。
- 初回限定盤の特典DVDには、表題曲「ひびき」のミュージック・ビデオとメイキング映像を収録[12]。
  - 同MVには、女優の吉岡里帆が出演している。
- 本作の初回限定盤と通常盤を、CDショップの店頭（ECサイト、ネット販売除く）で2種同時購入すると、先着で各メンバーソロショットの「ひびき アナザージャケット」（7枚）が配布された[15]。
- 初回限定盤と通常盤の初回プレス分には、本作と前作『ココロ空モヨウ』、次作『キング オブ 男!』の連動企画として、2014年5月17日・18日に東京・東京グローブ座、同月24日・25日に大阪・森ノ宮ピロティホールで開催された10周年記念イベント『関ジャニ∞の会2014』[16][17][18]と、クリアファイル3枚セット（「ココロ空モヨウ」「ひびき」「キング オブ 男!」デザイン）のどちらかに応募できる「シングル3タイトル連動応募券」が封入された[19]。
- 2024年1月1日、デビュー20周年を記念し、過去にリリースされた全楽曲が各種音楽ダウンロードサービス、サブスクリプションサービスで配信されることに伴い、表題曲「ひびき」がベストアルバム『GR8EST』の収録曲、同年1月24日には同曲がアルバム『関ジャニズム』の収録曲として配信開始され、同年1月31日には本作の全収録曲の配信も開始された[20][21][22]。

### 各形態概要
| 曲名                   | 形態 | 形態 |
| 曲名                   | 初回 | 通常 |
| ---------------------- | ---- | ---- |
| Winter pop             | ○    | ○    |
| フローズンマルガリータ | ×    | ○    |

| 特典内容                         | 形態                   |
| -------------------------------- | ---------------------- |
| ひびき アナザージャケット（7枚） | 全形態（初回プレス分） |
| シングル3タイトル連動応募券      | 全形態（初回プレス分） |
| 特典DVD（詳細は#特典DVDを参照）  | 初回限定盤             |
| デジパック仕様                   | 初回限定盤             |

## 販売形態
- 発売日：2014年1月15日
  - 初回限定盤（TECI-847：CD+DVD）
    - デジパック仕様
    - シングル3タイトル連動応募券封入

  - 通常盤（TECI-848：CD）
    - シングル3タイトル連動応募券封入（初回プレス盤のみ）
- 発売日：2015年7月1日
  - 通常盤：再発売（JACA-5542：CD）
    - 自身の所属レコード会社を『テイチクエンタテインメント』から『INFINITY RECORDS』へ移籍したため、INFINITY RECORDSより再発売。
- 発売日：2019年7月12日
  - 通常盤：十五催ハッピープライス盤（JSNC-1526：CD）
    - 自身の配信アプリ『関ジャニ∞アプリ』対応のため、15%オフでの再発売。
- 発売日：2024年1月31日
  - 配信作品
    - デビュー20周年を記念した音楽ダウンロードサービスおよびサブスクリプションサービスでの配信[20][21][22]。

## チャート成績

### シングルチャート順位
- オリコンチャート
  - 初週206,091枚を売り上げ、2014年1月27日付の「オリコン週間 CDシングルランキング」で週間1位を獲得した[2][3]。
    - 13作連続、通算21作目のシングル1位となった[2]。

  - 累計234,987枚を売り上げ、2014年1月度「オリコン月間 CDシングルランキング」で月間1位を獲得した[4]。
    - 同チャートで自身のシングルが1位を獲得するのは、23rdシングル『へそ曲がり/ここにしかない景色』以来3作振り、通算4作目である。

  - 累計263,553枚を売り上げ、2014年度「オリコン上半期 CDシングルランキング」で上半期13位を獲得した[5]。
  - 累計263,553枚を売り上げ、2014年度「オリコン年間 CDシングルランキング」で年間24位を獲得した[6]。
- Billboard JAPAN
  - 2014年1月22日公開の「Billboard JAPAN Top Singles Sales」で週間1位を獲得した[8]。
  - 2014年度「Billboard Japan Top Singles Sales Year End」で年間9位を獲得した[10]。

### 各曲チャート順位
- Billboard JAPAN
  - 2014年1月22日公開の「Billboard Japan Hot 100」で表題曲「ひびき」が週間1位を獲得した[7]。
  - 2014年度「Billboard Japan Hot 100」で表題曲「ひびき」が上半期16位を獲得した[9]。
  - 2014年度「Billboard Japan Hot 100 Year End」で表題曲「ひびき」が年間25位を獲得した[11]。

## 収録曲

### CD
※「フローズンマルガリータ」以降、通常盤・配信作品のみ収録。
1. ひびき - [4:42]
作詞：HAJIME
作曲：金丸佳史
編曲：大西省吾
  - TBS系木曜ドラマ劇場『Dr.DMAT』主題歌[12]
  - 2020年4月24日、ジャニーズ事務所による新型コロナウイルス「COVID-19」の感染拡大防止のため医療従事者を支援するプロジェクト「Smile Up! Project」の一環として、同曲をリモートによって歌唱した動画が公開された[14]。
2. Winter pop - [4:29]
作詞・作曲：TAMATE BOX
編曲：Peach
3. フローズンマルガリータ - [4:28]
作詞：SHIKATA
作曲・編曲：SHIKATA、KAY
4. ひびき (オリジナル・カラオケ)
5. Winter pop (オリジナル・カラオケ)
6. フローズンマルガリータ (オリジナル・カラオケ)

### 特典DVD（初回限定盤）
| #         | タイトル                   | 作詞  | 作曲・編曲 | 時間 |
| --------- | -------------------------- | ----- | ---------- | ---- |
| 1.        | 「ひびき」(Music Clip)     |       |            | 6:10 |
| 2.        | 「ひびき」(メイキング映像) |       |            | 8:49 |
| 合計時間: | 合計時間:                  | 14:59 |            |      |

## 参加ミュージシャン
※アルバム『関ジャニズム』のクレジットより。
ひびき
- Drums：張替智広（キンモクセイ）
- E.Bass：前原利次
- Strings：RUSH by 加藤高志
- A.Guitar / E.Guitar / all other instruments：大西省吾

## 収録作品

### アルバム
ひびき
- 7thアルバム『関ジャニズム』
- 2ndベストアルバム『GR8EST』

### 映像作品

#### ライブ映像
ひびき
- 10thライブDVD/Blu-ray『KANJANI∞ LIVE TOUR JUKE BOX』
- 18thライブDVD/Blu-ray『関ジャニ'sエイターテインメント GR8EST』

フローズンマルガリータ
- 12thライブDVD/Blu-ray『関ジャニズム LIVE TOUR 2014≫2015』

#### ミュージック・ビデオ
ひびき
- 2ndベストアルバム『GR8EST』(完全限定豪華盤 特典DVD)